# Junioren-Badmintonpanamerikameisterschaft 2014
Die Junioren-Badmintonpanamerikameisterschaft 2014 fand vom 20. bis zum 27. Juli 2014 in Guatemala-Stadt statt. An den ersten drei Tagen wurde der Teamwettbewerb ausgetragen, an den Tagen danach die Einzelwettbewerbe.

## Medaillengewinner der U19
| Disziplin    | Gold                        | Silber                    | Bronze                          |
| ------------ | --------------------------- | ------------------------- | ------------------------------- |
| Herreneinzel | Timothy Lam                 | Samuel Ricketts           | Jordy Supandi                   |
| Herreneinzel | Timothy Lam                 | Samuel Ricketts           | Artur Silva Pomoceno            |
| Dameneinzel  | Crystal Pan                 | Lohaynny Vicente          | Haramara Gaitan                 |
| Dameneinzel  | Crystal Pan                 | Lohaynny Vicente          | Annie Xu                        |
| Herrendoppel | Samuel Ricketts Sean Wilson | Timothy Lam Justin Ma     | Daniel Martínez Jerson Quesada  |
| Herrendoppel | Samuel Ricketts Sean Wilson | Timothy Lam Justin Ma     | Kevin Chan Aston Khor           |
| Damendoppel  | Annie Xu Kerry Xu           | Victoria Chen Crystal Pan | Haramara Gaitan Sabrina Solis   |
| Damendoppel  | Annie Xu Kerry Xu           | Victoria Chen Crystal Pan | Daniela Macías Dánica Nishimura |
| Mixed        | Yang Darren Victoria Chen   | Aston Khor Kerry Xu       | Timothy Lam Annie Xu            |
| Mixed        | Yang Darren Victoria Chen   | Aston Khor Kerry Xu       | Daniel Martínez Sabrina Solis   |
| Teams        | Vereinigte Staaten          | Brasilien                 | Mexiko                          |

## Medaillengewinner der U17
| Disziplin    | Gold                             | Silber                              | Bronze                                                   |
| ------------ | -------------------------------- | ----------------------------------- | -------------------------------------------------------- |
| Herreneinzel | José Guevara                     | Brian Doung                         | Diego Mini                                               |
| Herreneinzel | José Guevara                     | Brian Doung                         | Gokul Kalyanasundaram                                    |
| Dameneinzel  | Priscilla Long                   | Madeline Sporkert                   | Jeisiane Alves                                           |
| Dameneinzel  | Priscilla Long                   | Madeline Sporkert                   | Krista Hsu                                               |
| Herrendoppel | Vinson Chiu Brian Doung          | Clement Chow Samuel Li              | Mason Jiang Darren Lo                                    |
| Herrendoppel | Vinson Chiu Brian Doung          | Clement Chow Samuel Li              | José Guevara Kenshin Shimabukuro Chia                    |
| Damendoppel  | Priscilla Long Madeline Sporkert | Nicole Frevold Krista Hsu           | Nairoby Abigail Jiménez Bermary Altagracia Polanco Muñoz |
| Damendoppel  | Priscilla Long Madeline Sporkert | Nicole Frevold Krista Hsu           | Jeisiane Alves Lorena Vieira                             |
| Mixed        | Joseph Pitman Nicole Frevold     | Héctor López Lomeli Valeria Reinoso | Ambrose So Michelle Zhang                                |
| Mixed        | Joseph Pitman Nicole Frevold     | Héctor López Lomeli Valeria Reinoso | Shane Wilson Alana Bailey                                |

## Medaillengewinner der U15
| Disziplin    | Gold                      | Silber                     | Bronze                        |
| ------------ | ------------------------- | -------------------------- | ----------------------------- |
| Herreneinzel | Ricky Liuzhou             | Brian Yang                 | Bryce Kan                     |
| Herreneinzel | Ricky Liuzhou             | Brian Yang                 | Kyle To                       |
| Dameneinzel  | Jamie Hsu                 | Bianca Tam                 | Valeria Wong Lan              |
| Dameneinzel  | Jamie Hsu                 | Bianca Tam                 | Joanna Liu                    |
| Herrendoppel | Kyle To Brian Yang        | Ricky Liuzhou Tony Liuzhou | Jesús Barajas Luis Montoya    |
| Herrendoppel | Kyle To Brian Yang        | Ricky Liuzhou Tony Liuzhou | Ethan Low Adrian Unruh        |
| Damendoppel  | Cindy Yuan Michelle Zhang | Jamie Hsu Nadia Susanto    | Stefany Chen Valeria Wong Lan |
| Damendoppel  | Cindy Yuan Michelle Zhang | Jamie Hsu Nadia Susanto    | Manoela Gori Sâmia Lima       |
| Mixed        | Ricky Liuzhou Joanna Liu  | Bryce Kan Jamie Hsu        | Ethan Low Cindy Yuan          |
| Mixed        | Ricky Liuzhou Joanna Liu  | Bryce Kan Jamie Hsu        | Raymond Chen Nadia Susanto    |

## Medaillengewinner der U13
| Disziplin    | Gold                         | Silber                           | Bronze                                             |
| ------------ | ---------------------------- | -------------------------------- | -------------------------------------------------- |
| Herreneinzel | Don Henley Averia            | Gustavo Salazar De Souza Peixoto | Armando Gaitan                                     |
| Herreneinzel | Don Henley Averia            | Gustavo Salazar De Souza Peixoto | Tony Liuzhou                                       |
| Dameneinzel  | Cassandra Yu                 | Lauren Lam                       | Neha Shetty                                        |
| Dameneinzel  | Cassandra Yu                 | Lauren Lam                       | Sara Michele Barrios Chiong                        |
| Herrendoppel | Don Henley Averia Eric Duong | Winston Tsai Justin Wang         | Mateo Bossio Gustavo Salazar De Souza Peixoto      |
| Herrendoppel | Don Henley Averia Eric Duong | Winston Tsai Justin Wang         | Arturo Angeles Armando Gaitan                      |
| Damendoppel  | Lauren Lam Cassandra Yu      | Nicole Ju Jacqueline Zhang       | Constanza Naranjo Lisbeth Victoria Ortiz Contreras |
| Damendoppel  | Lauren Lam Cassandra Yu      | Nicole Ju Jacqueline Zhang       | Alissie Melendez Brenda Mendez                     |
| Mixed        | Don Henley Averia Lauren Lam | Tony Liuzhou Karina Chan         | Armando Gaitan Jesica Jazmin Bautista              |
| Mixed        | Don Henley Averia Lauren Lam | Tony Liuzhou Karina Chan         | Eric Duong Cassandra Yu                            |

## Medaillengewinner der U11
| Disziplin    | Gold                          | Silber                      | Bronze                                                 |
| ------------ | ----------------------------- | --------------------------- | ------------------------------------------------------ |
| Herreneinzel | Andrew Yuan                   | Siddharta Javvaji           | Brandon Wu                                             |
| Herreneinzel | Andrew Yuan                   | Siddharta Javvaji           | Roberto Andre Santos Dias                              |
| Dameneinzel  | Netra Shetty                  | Jolie Wang                  | Francesca Corbett                                      |
| Dameneinzel  | Netra Shetty                  | Jolie Wang                  | Kalea Sheung                                           |
| Herrendoppel | Siddharta Javvaji Andrew Wang | Nikhil Vasudeva Andrew Yuan | Raul Anguiano Jose Daniel Ochoa Rios                   |
| Herrendoppel | Siddharta Javvaji Andrew Wang | Nikhil Vasudeva Andrew Yuan | Adrian Lizarraga Angel Daniel Ramirez                  |
| Damendoppel  | Kalea Sheung Jolie Wang       | Kodi Lee Netra Shetty       | Andrea Monserrat Herrera Vanessa Lopez                 |
| Damendoppel  | Kalea Sheung Jolie Wang       | Kodi Lee Netra Shetty       | Ana Lucia Albanes Cordon Diana Judith Monterroso Ortiz |
| Mixed        | Joshua Yeung Netra Shetty     | Andrew Wang Jolie Wang      | Andrew Yuan Francesca Corbett                          |
| Mixed        | Joshua Yeung Netra Shetty     | Andrew Wang Jolie Wang      | Siddharta Javvaji Kalea Sheung                         |